# Мартинолич, Джованни
Джованни Мартинолич (итал. Giovanni Martinolich, 22 июня 1884, Триест — 25 июля 1910, там же) — итальянский шахматист, неофициальный чемпион Италии 1906 г.
Родился в семье адвоката Джованни Мартинолича-старшего. Отец работал секретарём в Австрийской ассоциации морского права и юридическим советником в британском и американском консульствах в Триесте. Мать — Анна Геролимич, дочь судовладельца из Луссинпикколо.
Научился играть в шахматы в Триесте у известного местного архитектора и шахматного композитора Николо Сардоча (итал. Nicolò Sardotsch; 1837—1898).
С 1901 г. учился в Венском техническом университете. Участвовал в австрийских соревнованиях.
По окончании учебы вернулся на родину. Основал в Триесте шахматное общество.
Выступал в итальянских турнирах, сотрудничал с шахматным журналом «Rivista Scacchistica Italiana».
Умер от болезни сердца.

## Спортивные результаты
| Год         | Город    | Соревнование                                                   | + | − | = | Результат | Место |
| ----------- | -------- | -------------------------------------------------------------- | - | - | - | --------- | ----- |
| 1903        | Триест   | Общественный турнир                                            |   |   |   |           | 2     |
| 1905        | Триест   | Общественный турнир                                            |   |   |   |           | 2     |
| 1905 / 1906 | Вена     | Зимний турнир Венского шахматного клуба                        |   |   |   |           | 4     |
| 1906        | Нюрнберг | 15-й конгресс Германского шахматного союза (побочный турнир)   |   |   |   |           |       |
|             | Милан    | Национальный турнир (4-й турнир Итальянского шахматного союза) |   |   |   |           | 1     |
| 1907        | Вена     | 1-й Требич-турнир                                              | 5 | 6 | 2 | 6 из 13   | 9—10  |
| 1909        | Триест   | Чемпионат Шахматного общества Триеста                          |   |   |   |           | 1     |